# Pablo Romero
Pablo Romero (1961 –) kétszeres amatőr világbajnok kubai ökölvívó.

## Eredményei
- 1982-ben világbajnok félnehézsúlyban.
- 1983-ban aranyérmes a pánamerikai játékokon félnehézsúlyban. A döntőben a későbbi profi világbajnok amerikai Evander Holyfieldet győzte le.
- 1986-ban világbajnok félnehézsúlyban.
- 1987-ben aranyérmes a pánamerikai játékokon félnehézsúlyban.
- 1989-ben  ezüstérmes a világbajnokságon félnehézsúlyban. A döntőben a német Henry Masketől szenvedett vereséget.